# プロポーショナル・ノーテーション
プロポーショナル・ノーテーション（proportional notation）とは現代音楽における「記譜法」の一種。スパチアル・ノーテーションspatial notation、スペース・ノーテーションspace notationとも呼ばれる。

## 歴史
定量記譜法では視覚上の印象と実際のリズムが齟齬をきたすことに端を発し、それならば「目に見えたとおりに」演奏できる記譜法がないかと提唱されたものの一つである。エアハルト・カルコシュカやボグスワフ・シェッフェルの著書内には、これらの記譜法で書かれた作品をふんだんに見出すことが出来る。この記譜法の開発者は、同時多発的に採用した作曲家が多く不明であるが、ケージの「易の音楽」の記譜がヒントになり、ダルムシュタット夏期講習会内で広められた説が有力である。

## 受容
楽譜の見易さから瞬く間に広まり、「この記譜法は1960年代を覆い尽くした」（松平頼暁）。現代音楽の記譜といえば、すぐこれを連想する人も多かった。普及度に差があり、第一次ポーランド楽派の作曲家の作品は誰が書いても確実にこの記譜法がみられたが、安直なリズム法を嫌って使わない者もいた。1970年代はこの記譜法の限界を理解した上で、通常のリズム記譜と併用する例が増え始める。

## 流行の終焉
新しい複雑性出現以後は、「この記譜法は、結局演奏家のリズム能力に全面的に依存する為、新しい持続を得ることは不可能である」とされ、1980年代以降はこの記譜法が徐々に敬遠されてゆく。しかし、この記譜法がもたらした恩恵は大きく、演奏家はどうやってリズムを知覚するのかを解く大きな一歩となった。現在も、リズム指定がほぼ重要でないパートは、この記譜法で代用されることが多い。
流行は終わっても、定量記譜法では書けないリズムが記譜されるコンロン・ナンカロウのような例もある。